# La grande storia di Davide e Golia
La grande storia di Davide e Golia (Deo King) è un film d'animazione del 2001 diretto da Lee Choong-young e Richard S. Kim e basato sulla storia del re Davide.

## Trama
Il profeta Samuele riceve da Dio il compito di andare a Betlemme a cercare e ungere il nuovo re di Israele. Giunto in città, egli va a far visita a Iesse (e ai suoi otto figli) e unge il figlio più piccolo di quest'ultimo, Davide, di ritorno dal pascolo. Intanto Saul, re di Israele, ripudiato da Dio per averlo disubbidito, viene posseduto da uno spirito maligno e, per alleviare le sue sofferenze, Gionata e i servitori decidono di chiamare Davide, abile nel suonare la cetra. Ripresosi, Saul incomincia ad affezionarsi al ragazzo, permettendogli quindi di rimanere a corte. Intanto gli ebrei, guidati da Saul e in conflitto con i filistei, vengono sfidati in duello dal possente gigante Golia: in cambio il vincitore avrebbe permesso al suo popolo di sottomettere il popolo perdente.
Davide si offre quindi di affrontare il gigante e, con l'ausilio di una frombola, riesce a colpirlo in pieno volto facendolo crollare a terra morto. Le truppe di Saul vincono la battaglia e il re lo nomina comandante del suo esercito. Col passare degli anni, Davide ottiene una serie di vittorie contro i filistei provocando la gelosia del re nei suoi confronti. Inoltre, in cambio della mano di sua figlia Mical, il re gli chiede di portargli gli orecchini di cento filistei. Riuscito nell'impresa, Saul, adirato, ordina ai suoi uomini di ucciderlo, il quale è costretto a fuggire e dare un ultimo addio a Mical.
Vagando nel deserto, incontra il sacerdote Achimelek che gli offre pane azzimo e una spada. Saul, avvertito da una spia, ordina ai soldati di radere al suolo il tempio del sacerdote e di catturare Davide. Durante la fuga, quest'ultimo ritrova i suoi fratelli accompagnati da un esercito composto da 400 soldati che decidono di aiutarlo a combattere Saul. Tuttavia, Davide viene a sapere che il re filisteo Achis sta invadendo Israele e decide, quindi, di andare in soccorso del suo popolo. Dopo aver vinto la guerra, Davide viene eletto re di Israele sposando Mical.